# Elecciones generales del Reino Unido de 1923
Las elecciones generales del Reino Unido de 1923 se realizaron el 6 de diciembre de 1923. Los conservadores, liderados por Stanley Baldwin, obtuvieron el mayor número de votos y escaños, pero no los suficientes para tener mayoría en el parlamento. Como consecuencia de ello, los laboristas, encabezados por Ramsay MacDonald, formaron gobierno de minoría, el primero encabezado por un laborista. Este gobierno alcanzó a durar diez meses, convocándose elecciones para octubre de 1924.

## Resultados
| Partido                  | Votos     | %    | Candidatos | Escaños |
| ------------------------ | --------- | ---- | ---------- | ------- |
| Partido Conservador      | 5.286.159 | 38.0 | 536        | 258     |
| Partido Laborista        | 4.267.831 | 30.7 | 427        | 191     |
| Partido Liberal          | 4.129.922 | 29.7 | 457        | 158     |
| Nacionalistas irlandeses | 54.157    | 0.4  | 4          | 3       |
| Independentes            | 36,802    | 0.3  | 6          | 2       |
| Partido Comunista        | 34,258    | 0.3  | 4          | 0       |
| Belfast Labour Party     | 22.255    | 0.2  | 1          | 0       |